# Hermannia comosa
Hermannia comosa är en malvaväxtart som beskrevs av William John Burchell och Dc.. Hermannia comosa ingår i släktet Hermannia och familjen malvaväxter. Inga underarter finns listade i Catalogue of Life.